# Urlaub auf Sylt
Urlaub auf Sylt ist ein Kompilationsfilm aus der Reihe Archive sagen aus des DEFA-Studios für Wochenschau und Dokumentarfilme von Annelie Thorndike und Andrew Thorndike aus dem Jahr 1957. Thema ist der damalige Westerländer Bürgermeister Heinz Reinefarth, der während der Zeit des Nationalsozialismus ein ranghoher Mitarbeiter der Waffen-SS war und 1944 den Warschauer Aufstand des polnischen Widerstandes niederschlug.

## Handlung
Wer in der Bundesrepublik Deutschland im Jahr 1957 einen ungestörten und erholsamen Urlaub verbringen will, fährt zur Nordsee über den Hindenburgdamm auf die Nordfriesische Insel Sylt, zu der auch die Gemeinde Westerland gehört. Der Kameramann filmt den Bürgermeister Heinz Reinefarth in seinem Büro, der bereits 1951 mit den Stimmen der Christlich Demokratischen Union Deutschlands und dem  Gesamtdeutschen Block/Bund der Heimatvertriebenen und Entrechteten in dieses Amt gewählt wurde, das er weitgehend von der Welt unbeachtet versieht, obwohl er mehr Beachtung verdient hätte, denn nicht immer war er Bürgermeister.
Fast zwei Jahrzehnte seines Lebens, bis zum 8. Mai 1945, war er die SS-Nummer 56634. Das schwarze Korps, die Zeitung der SS schrieb am 16. November 1944 über den SS-Gruppenführer und Generalleutnant der Polizei Reinefarth, dass er als bewährter Kämpfer aus der alten Garde des Gaus Ostpreußen hervorgegangen ist und bereits im Westfeldzug vom Führer Adolf Hitler das Ritterkreuz des Eisernen Kreuzes erhielt. Doch er war noch für höhere Aufgaben vorgesehen, so wurde er Generalinspekteur der Verwaltung beim stellvertretenden Reichsprotektor im Protektorat Böhmen und Mähren. Der Reichsführer SS Heinrich Himmler ernannte ihn zum höheren SS- und Polizeiführer des SS-Oberabschnitts Warthe, der sich in dieser Zeit mit Massengräbern überzog.
Seit die Rote Armee die polnische Grenze überschritten hat, hat sich der obersten deutschen Führung Warschaus eine sichtliche Nervosität bemächtigt. Die Vernichtungsmaschinerie läuft auf vollen Touren, einer Menschenjagd folgt die nächste, Transport auf Transport verlässt Warschau, nun bereits im fünften Jahr, mit unbekanntem Ziel. Jetzt ist die Zeit für die noch verbliebenen Bürger gekommen, einen Aufstand vorzubereiten, um der Vernichtung durch die deutschen Besatzer ein Ende zu bereiten. Bilder einer deutschen Wochenschau zeigen, wie die deutschen Truppen mit schweren Angriffswaffen den am 1. August 1944 begonnenen Warschauer Aufstand brutal bekämpfen, um anschließend die noch verbliebenen Gebäudereste zu stürmen. Auch SS-Verbände werden mit panzerbrechenden Waffen eingesetzt, deren Gesamtführung in den Händen des Generalmajors der Polizei Reinefarth liegt. Zum Beweis für die Beteiligung der Kampfgruppe Reinefarth an den anschließenden Massakern gegen polnische Zivilpersonen werden die handschriftlichen Zeugenaussagen des ehemaligen deutschen Unteroffiziers Willi Fiedler verlesen, die er in einem Brüsseler Kriegsgefangenenlager, inklusive Tatortzeichnungen, niedergeschrieben hat. Nach Fiedlers Aussage wurden allein an dieser Stelle etwa 5000 Polen ermordet und ihm ist bekannt, dass es in Warschau mehrere solcher Orte gab. Der Führer hat am 30. September 1944 das Eichenlaub zum Ritterkreuz des Eisernen Kreuzes an Heinz Reinefarth als 608. Soldaten verliehen.
Nach dem Zweiten Weltkrieg forderte die polnische Regierung die Auslieferung des Kriegsverbrechers Reinefarth. Am 24. Juli 1950 erhielt sie von dem englischen Major Buchanan aus Bad Salzuflen die Antwort, dass eine Auslieferung aus Gründen der Sicherheit nicht in Frage kommt.

## Produktion
Im Mai 1957 fuhr ein grauer Volkswagen mit Münchner Kennzeichen und einem Plakat Süddeutsche Kulturfilm München-Augsburg mehrere Tage durch die Nordsee-Insel Sylt. Die beiden Insassen schienen ausschließlich daran interessiert zu sein, die Schönheiten der Insel und des Seebades Westerland zu filmen. Zuletzt besuchten sie noch den Bürgermeister, der sich bereitwillig den Regieanweisungen fügte.
Urlaub auf Sylt wurde als Schwarzweißfilm gedreht und hatte als erster Film der Reihe Archive sagen aus seine Premiere am 1. September 1957. Am 10. September 1957 wurde der Film das erste Mal vom Deutschen Fernsehfunk ausgestrahlt.
Als Bürgermeister Reinefarth erfuhr, dass er in den Kinos und im Fernsehen der DDR als „Henker Tausender von Polen“ und als „Mörder, der Karriere machte“ vorgestellt wurde, forschte er ergebnislos über die Herkunft der beiden Kameramänner nach. Er behauptete zu seiner Entlastung, die Dokumentarfilmer Thorndike hätten einfach alles weggelassen, was nicht in ihren Streifen gepasst habe und so ein geklittertes Bild seiner Geschichte zusammengeflickt. Seine Entnazifizierungs-Verhandlung vor dem Spruchkammer-Hauptausschuss sei in dem Film überhaupt nicht erwähnt worden. Vor der Spruchkammer aber sei er „von der Schuld an jeglichem Verbrechen“ freigesprochen worden.

## Kritik
In der Kritik des Neuen Deutschland schrieb H. B.:

„Authentisches Bildmaterial mit dem Siegel ‚Geheim‘ läuft vor dem Zuschauer ab. Dokumentarstreifen aus Polen, der Sowjetunion, Italien, Deutschland und anderen von den Faschisten okkupierten Staaten. Der Lebensweg und Aufstieg eines deutschen Faschisten wird verfolgt, nämlich des jovial lächelnden Kurchefs Heinz Reinefarth. Überall, wo Sirenen heulten, Granaten platzten, wo Häuser in Schutt sanken und Tausende Zivilpersonen liquidiert wurden, treffen wir den Generalmajor und SS-Offizier Heinz Reinefarth wieder.“

M. H. von der Berliner Zeitung äußert sich wie folgt: 

„Wir sehen in diesem Film Bilddokumente, die die Arbeit Reinefarths als SS- und Polizeiführer des Oberabschnitts ‚Warthe‘ zeigen. Den Brief Hitlers, der Reinefarth die Beförderung zum SS-Obergruppenführer und Generalleutnant der Polizei mitteilt. Dazwischen werden Aufnahmen eingeblendet, die von polnischen Patrioten während der Vorbereitung des Warschauer Aufstandes gedreht wurden und die zum erstenmal der Weltöffentlichkeit gezeigt werden. Eine Original-Naziwochenschau über den brutalen Einsatz der SS- und Wehrmachtsverbände bei der Niederschlagung des Aufstandes, Film- und Fotoaufnahmen von der Ermordung Tausender polnischer Bürger und ein Originalprotokoll des ehemaligen Unteroffiziers W. Fiedler, der über die grauenhaften Morde der SS-Leute der Kampfgruppe Reinefarth berichtet, runden in diesem aufsehenerregenden Film das Schuldkonto Reinefarths ab.“